# Chudnovsky-Algorithmus
Der Chudnovsky-Algorithmus ist eine von den Chudnovsky-Brüdern im Jahre 1988 entwickelte iterative Methode zur Berechnung beliebig vieler Nachkommastellen der Kreiszahl π. Jede Iteration liefert durchschnittlich 14,82 weitere Dezimalstellen. Der Algorithmus basiert auf der Konvergenz einer verallgemeinerten hypergeometrischen Reihe:
{\displaystyle {\frac {1}{\pi }}=12\sum _{k=0}^{\infty }{\frac {(-1)^{k}(6k)!(545140134k+13591409)}{(3k)!(k!)^{3}640320^{3k+3/2}}}.\!}
Dieser Algorithmus wurde seitdem für die meisten Weltrekordberechnungen eingesetzt, siehe Rekorde der Berechnung von π.

## Entwicklung
Heegner-Punkte können dabei helfen, sehr schnell konvergente Reihen zu finden, die gegen die Kreiszahl {\displaystyle \pi } konvergieren. Vorläufer solcher Reihentypen waren schon von Srinivasa Ramanujan zu Beginn des 20. Jahrhunderts entdeckt worden. Die Brüder David und Gregory Chudnovsky nutzten schließlich die Punkte {\displaystyle \tau ={\tfrac {1+i{\sqrt {n}}}{2}}} mit natürlichen Zahlen {\displaystyle n}, um die Arbeiten von Ramanujan weiterzuführen. Dabei fanden sie eine für die j-Funktion {\displaystyle j(\tau ):=1728J(\tau )} und all diese Heegner-Punkte gültige Reihenidentität
{\displaystyle \sum _{k=0}^{\infty }\left({\frac {1}{6}}(1-s_{2}(\tau ))+k\right){\frac {(6k)!}{(3k)!(k!)^{3}}}{\frac {1}{j(\tau )^{k}}}={\frac {\sqrt {-J(\tau )}}{\pi }}{\frac {1}{\sqrt {n(1-J(\tau ))}}},}
die den durch Eisensteinreihen definierten Term
{\displaystyle s_{2}(\tau )={\frac {E_{4}(\tau )}{E_{6}(\tau )}}\left(E_{2}(\tau )-{\frac {3}{\pi \mathrm {Im} (\tau )}}\right)}
beinhaltet. Dabei bezeichnet {\displaystyle k!} die Fakultät von {\displaystyle k}. Daraus konnte nach Einsetzen des Heegner-Punkts {\displaystyle \tau ={\tfrac {1+i{\sqrt {163}}}{2}}} der Chudnovsky-Algorithmus entwickelt werden, mit Hilfe dessen die Kreiszahl {\displaystyle \pi } extrem schnell auf viele Nachkommastellen berechnet werden kann. Er nutzt aus, dass der Wert {\displaystyle j\left({\tfrac {1+i{\sqrt {163}}}{2}}\right)} ganzzahlig ist. Über die Methoden, wie man {\displaystyle j(\tau )} allgemein berechnet, kann man bereits diese und weitere Kuriositäten beobachten. Man weiß wegen der Fourier-Entwicklung {\displaystyle j(\tau )=e^{-2\pi i\tau }+744+196\,884e^{2\pi i\tau }+\dotsb }, dass für Werte {\displaystyle \tau } mit größerem Imaginärteil die Zahl {\displaystyle j(\tau )} bereits sehr nahe an {\displaystyle e^{-2\pi i\tau }+744} liegt. In der Tat findet man
{\displaystyle e^{\pi {\sqrt {163}}}=262\,537\,412\,640\,768\,743{,}\,999\,999\,999\,999\,250\ldots .}
Ein ausführlicher Beweis dieser Formel findet sich hier:
Diese ist ähnlich der Ramanujan-Formel zur Ermittlung von π und ist ein Beispiel der Ramanujan-Sato-Reihen.